# Captain America (filme de 1990)
Captain America (br: Capitão América - O Filme pt: As Aventuras do Capitão América) é um filme estadunidense em co-produção com a Ioguslávia de 1990, dos gêneros ficção científica, ação e aventura baseado no personagem da Marvel Comics de mesmo nome.
Produzido pela Menahem Golan Productions e distribuído pela 21st Century Film Corporation,em associação com a Marvel Entertairment Group,Inc..

## Enredo
Durante a Segunda Guerra Mundial o americano Steve Rogers submete-se a um experimento militar para tornar-se um super soldado. Surge então o Capitão América. Entretanto a doutora responsável pelo segredo de transformar um humano em um soldado morre, frustrando o plano de criar vários super soldados. Em combate contra o Caveira Vermelha, um supersoldado criado pelos nazistas, o Capitão América é preso num foguete, que tem como alvo a Casa Branca. O herói consegue desviar a trajetória, porém acaba caindo no Alasca, onde fica congelado até a década de 1990. Após acordar desse período de hibernação, descobre que o Caveira Vermelha pretende sequestrar o presidente Tom Kimball e usar uma técnica revolucionária para tomar o lugar de Kimball.

## Elenco
- Matt Salinger como Steve Rogers / Capitão América
- Ronny Cox como President Tom Kimball
- Scott Paulin como Tadzio de Santis / Caveira Vermelha
- Ned Beatty como Sam Kolawetz
- Darren McGavin como General Fleming
- Michael Nouri como Ten. Col. Louis
- Kim Gillingham como Bernice Stewart/Sharon Carter (Agente 13)
- Melinda Dillon como Mrs. Rogers
- Bill Mumy como General Fleming (quando jovem)
- Francesca Neri como Valentina de Santis
- Carla Cassola como Dr. Maria Vaselli
- Massimilio Massimi como Tadzio de Santis
- Wayde Preston como Jack